# St. Vitus (Altenmünster)

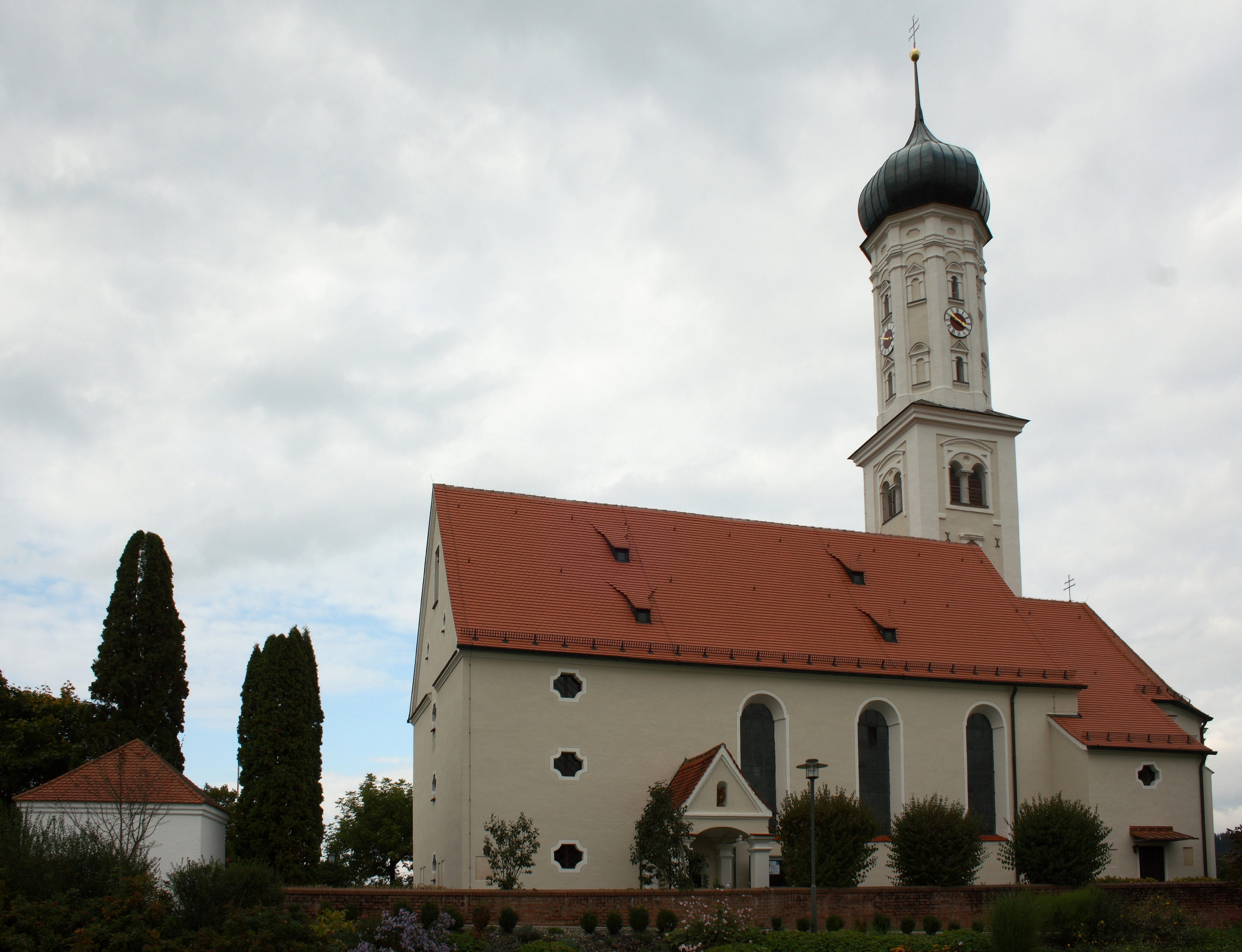
St. Vitus in Altenmünster

Die römisch-katholische Pfarrkirche St. Vitus steht in Altenmünster, einer Gemeinde im schwäbischen Landkreis Augsburg in Bayern. Das Bauwerk ist in der Liste der Baudenkmäler in Altenmünster unter der Nr. D-7-72-115-1 eingetragen. Die Kirchengemeinde gehört zur Pfarreiengemeinschaft Altenmünster/Violau im Dekanat Augsburg-Land des Bistums Augsburg.

## Beschreibung
Das Langhaus, der eingezogene, dreiseitig geschlossenen Chor im Osten und die unteren Geschosse des Chorflankenturms an der Nordwand des Chors stammen im Kern aus der zweiten Hälfte des 15. Jahrhunderts. Der Chorflankenturm auf quadratischem Grundriss wurde 1618/19 mit einem hohen achteckigen Geschoss mit Pilastern an den Ecken aufgestockt, das die Turmuhr beherbergt, und mit einer Zwiebelhaube bedeckt. 
Der Innenraum des Langhauses wurde 1796 mit Fresken und mit Medaillons versehen, auf denen die Evangelistensymbole dargestellt sind, und mit einer Flachdecke überspannt. Der Chor ist innen mit einer Stichkappengewölbe bedeckt. Um 1700 entstanden als Kirchenausstattung eine Kanzel und ein Hochaltar, dessen Altarretabel mit der Darstellung des heiligen Vitus erst um 1890 ergänzt wurde.
Die 1880 von Ludwig Frosch gebaute Orgel wurde 1982 als Opus 95 von der Orgelbau Sandtner restauriert. 